# Alpiner Skiweltcup 2013/14
Die Saison 2013/14 des von der FIS veranstalteten Alpinen Skiweltcups begann am 26. Oktober 2013 auf dem Rettenbachferner in Sölden und endete am 16. März 2014 anlässlich des Weltcupfinales in Lenzerheide.
Bei den Herren waren 34 Rennen geplant (9 Abfahrten, 6 Super-G, 8 Riesenslaloms, 9 Slaloms, 2 Super-Kombinationen). Bei den Damen sollten 33 Rennen ausgetragen werden (9 Abfahrten, 6 Super-G, 8 Riesenslaloms, 8 Slaloms, 2 Super-Kombinationen, wobei eine davon nicht ausgetragen werden konnte). Ende Februar fand ein Mannschaftswettbewerb in Innsbruck am Patscherkofel statt, ein weiterer Bewerb wurde beim Weltcupfinale ausgetragen.
Geplant waren außerdem zwei Parallelslaloms unter der Bezeichnung City Event. Nachdem bereits vor Beginn der Saison der Veranstalter in Moskau seinen Verzicht bekanntgegeben hatte, musste das am Neujahrstag geplante Rennen im Münchner Olympiapark wegen zu milden Wetters ebenfalls abgesagt werden. Das Ergebnis hätte für den Gesamtweltcup und den Slalomweltcup gezählt.
Höhepunkt der Saison waren die XXII. Olympischen Winterspiele vom 7. bis 23. Februar 2014 im russischen Sotschi, deren Ergebnisse jedoch nicht für den Weltcup zählen.
Bei den Herren stand ein Rennen vor Schluss zum dritten Mal in Folge der Österreicher Marcel Hirscher als Gesamtweltcupsieger fest, da sein einziger verbliebener Konkurrent Aksel Lund Svindal auf einen Start im abschließenden Slalom verzichtete. Hirscher ist damit erst der vierte Skirennläufer der Weltcupgeschichte und der erste seit Phil Mahre, dem dies gelang. Bei den Damen stand Anna Fenninger – nach dem Sturz und der damit verbundenen Verletzung von Maria Höfl-Riesch bei der Abfahrt im Saisonfinale – und ihrem zweiten Platz im letzten Saison-Super-G bereits vorzeitig als Gewinnerin der großen Kristallkugel fest. Somit kamen zum ersten Mal seit der Saison 2001/02 beide Gesamtweltcupsieger aus Österreich.

## Weltcupwertungen

### Gesamt
| Rang | Name                     | Punkte |
| ---- | ------------------------ | ------ |
| 01.  | Marcel Hirscher          | 1222   |
| 02.  | Aksel Lund Svindal       | 1091   |
| 03.  | Alexis Pinturault        | 1028   |
| 04.  | Ted Ligety               | 0991   |
| 05.  | Felix Neureuther         | 0813   |
| 06.  | Kjetil Jansrud           | 0657   |
| 07.  | Henrik Kristoffersen     | 0639   |
| 08.  | Bode Miller              | 0633   |
| 09.  | Matthias Mayer           | 0602   |
| 10.  | Patrick Küng             | 0562   |
| 11.  | Fritz Dopfer             | 0503   |
| 12.  | Hannes Reichelt          | 0476   |
| 13.  | Erik Guay                | 0440   |
| 14.  | Christof Innerhofer      | 0438   |
| 15.  | Peter Fill               | 0432   |
| 16.  | Adrien Théaux            | 0397   |
| 17.  | Manfred Mölgg            | 0391   |
| 18.  | Carlo Janka              | 0390   |
| 19.  | Didier Défago            | 0378   |
| 20.  | Benjamin Raich           | 0361   |
| 21.  | Patrick Thaler           | 0351   |
| 22.  | Mattias Hargin           | 0349   |
| 23.  | Travis Ganong            | 0343   |
| 23.  | Georg Streitberger       | 0343   |
| 25.  | Johan Clarey             | 0341   |
| 26.  | Max Franz                | 0336   |
| 27.  | Mario Matt               | 0310   |
| 28.  | Thomas Mermillod Blondin | 0283   |
| 29.  | Thomas Fanara            | 0278   |
| 30.  | André Myhrer             | 0276   |
| 31.  | Steve Missillier         | 0275   |
| 32.  | Jean-Baptiste Grange     | 0266   |
| 33.  | Otmar Striedinger        | 0258   |
| 34.  | Jan Hudec                | 0233   |
| 35.  | Dominik Paris            | 0231   |
| 36.  | Leif Kristian Haugen     | 0228   |
| 37.  | Romed Baumann            | 0225   |
| 37.  | Roberto Nani             | 0225   |
| 39.  | Markus Larsson           | 0224   |
| 40.  | Werner Heel              | 0222   |
| 41.  | Manuel Osborne-Paradis   | 0208   |
| 42.  | Ivica Kostelić           | 0190   |
| 43.  | Klaus Kröll              | 0177   |
| 44.  | Mathieu Faivre           | 0168   |
| 45.  | Stefano Gross            | 0165   |
| 46.  | Reinfried Herbst         | 0158   |
| 47.  | Stefan Luitz             | 0154   |
| 47.  | Sandro Viletta           | 0154   |
| 47.  | Matts Olsson             | 0154   |
| 50.  | Tim Jitloff              | 0147   |
| 50.  | Beat Feuz                | 0147   |

| Rang | Name                    | Punkte |
| ---- | ----------------------- | ------ |
| 52.  | Axel Bäck               | 143    |
| 52.  | Philipp Schörghofer     | 143    |
| 54.  | Luca De Aliprandini     | 131    |
| 55.  | Victor Muffat-Jeandet   | 124    |
| 56.  | Marcus Sandell          | 117    |
| 57.  | Joachim Puchner         | 109    |
| 57.  | Alexander Choroschilow  | 109    |
| 59.  | Vincent Kriechmayr      | 104    |
| 60.  | Silvano Varettoni       | 100    |
| 61.  | Davide Simoncelli       | 094    |
| 62.  | David Chodounsky        | 093    |
| 63.  | Cyprien Richard         | 092    |
| 64.  | Guillermo Fayed         | 091    |
| 65.  | Luca Aerni              | 090    |
| 66.  | Manuel Feller           | 086    |
| 67.  | Markus Dürager          | 082    |
| 68.  | Naoki Yuasa             | 080    |
| 68.  | Anton Lahdenperä        | 080    |
| 70.  | Florian Scheiber        | 072    |
| 70.  | Andrew Weibrecht        | 072    |
| 72.  | Silvan Zurbriggen       | 071    |
| 72.  | Sebastian Foss Solevåg  | 071    |
| 72.  | Marco Sullivan          | 071    |
| 75.  | Natko Zrnčić-Dim        | 070    |
| 76.  | Brice Roger             | 068    |
| 77.  | Mauro Caviezel          | 067    |
| 78.  | Giuliano Razzoli        | 064    |
| 79.  | Michael Janyk           | 063    |
| 80.  | Aleksander Aamodt Kilde | 059    |
| 81.  | Jared Goldberg          | 057    |
| 82.  | David Poisson           | 056    |
| 83.  | Steven Nyman            | 054    |
| 83.  | Mitja Valenčič          | 054    |
| 83.  | Matteo Marsaglia        | 054    |
| 83.  | Massimiliano Blardone   | 054    |
| 87.  | Valentin Giraud Moine   | 051    |
| 88.  | Daniel Yule             | 050    |
| 89.  | Markus Vogel            | 046    |
| 90.  | Manfred Pranger         | 045    |
| 91.  | Hans Olsson             | 043    |
| 91.  | Adam Žampa              | 043    |
| 93.  | Cristian Deville        | 041    |
| 94.  | Marcel Mathis           | 038    |
| 95.  | Wolfgang Hörl           | 036    |
| 96.  | Julien Lizeroux         | 034    |
| 97.  | Benjamin Thomsen        | 031    |
| 98.  | Giovanni Borsotti       | 030    |
| 98.  | Erik Fisher             | 030    |
| 100. | Justin Murisier         | 029    |
| 100. | Ondřej Bank             | 029    |

| Rang | Name                     | Punkte |
| ---- | ------------------------ | ------ |
| 102. | Tobias Stechert          | 27     |
| 102. | Stephan Keppler          | 27     |
| 102. | Jonathan Nordbotten      | 27     |
| 102. | Florian Eisath           | 27     |
| 106. | Gino Caviezel            | 25     |
| 106. | Alex Zingerle            | 25     |
| 108. | Morgan Pridy             | 24     |
| 109. | Rok Perko                | 22     |
| 110. | Ramon Zenhäusern         | 21     |
| 111. | Jeffrey Frisch           | 20     |
| 112. | Marc Berthod             | 19     |
| 113. | Nolan Kasper             | 18     |
| 113. | Kryštof Krýzl            | 18     |
| 113. | Adrian Smiseth Sejersted | 18     |
| 116. | Akira Sasaki             | 16     |
| 117. | Marc Digruber            | 14     |
| 118. | Manuel Pleisch           | 13     |
| 118. | Julien Cousineau         | 13     |
| 120. | Andrej Šporn             | 12     |
| 121. | Klaus Brandner           | 11     |
| 121. | Brad Spence              | 11     |
| 123. | Thomas Tumler            | 10     |
| 123. | Gabriel Rivas            | 10     |
| 123. | Dominik Schwaiger        | 10     |
| 126. | Mattia Casse             | 09     |
| 126. | Klemen Kosi              | 09     |
| 126. | Elia Zurbriggen          | 09     |
| 129. | Žan Kranjec              | 08     |
| 129. | Will Brandenburg         | 08     |
| 129. | Stefan Brennsteiner      | 08     |
| 129. | Nils Mani                | 08     |
| 129. | Martin Vráblík           | 08     |
| 129. | Marc Gisin               | 08     |
| 129. | Josef Ferstl             | 08     |
| 129. | Frederic Berthold        | 08     |
| 137. | Santeri Paloniemi        | 07     |
| 137. | Phil Brown               | 07     |
| 139. | Benedikt Staubitzer      | 06     |
| 140. | Trevor Philp             | 05     |
| 140. | Riccardo Tonetti         | 05     |
| 140. | Marcus Monsen            | 05     |
| 140. | Maxence Muzaton          | 05     |
| 144. | Siegmar Klotz            | 04     |
| 145. | Robby Kelley             | 03     |
| 145. | Pawel Trichitschew       | 03     |
| 145. | Martin Čater             | 03     |
| 148. | Gauthier de Tessières    | 02     |
| 148. | Conrad Pridy             | 02     |
| 150. | Maciej Bydliński         | 01     |
| 150. | Alexander Glebov         | 01     |

| Rang | Name                    | Punkte |
| ---- | ----------------------- | ------ |
| 1.   | Anna Fenninger          | 1371   |
| 2.   | Maria Höfl-Riesch       | 1180   |
| 3.   | Lara Gut                | 1101   |
| 4.   | Tina Maze               | 964    |
| 5.   | Tina Weirather          | 943    |
| 6.   | Mikaela Shiffrin        | 895    |
| 7.   | Maria Pietilä Holmner   | 647    |
| 8.   | Elisabeth Görgl         | 640    |
| 9.   | Nicole Hosp             | 575    |
| 10.  | Frida Hansdotter        | 534    |
| 11.  | Dominique Gisin         | 523    |
| 11.  | Jessica Lindell-Vikarby | 523    |
| 13.  | Marie-Michèle Gagnon    | 521    |
| 14.  | Kathrin Zettel          | 469    |
| 15.  | Kajsa Kling             | 427    |
| 16.  | Marianne Abderhalden    | 399    |
| 17.  | Marlies Schild          | 385    |
| 18.  | Nadia Fanchini          | 376    |
| 19.  | Viktoria Rebensburg     | 352    |
| 20.  | Nicole Schmidhofer      | 320    |
| 21.  | Andrea Fischbacher      | 313    |
| 22.  | Nina Løseth             | 311    |
| 23.  | Julia Mancuso           | 306    |
| 24.  | Regina Sterz            | 285    |
| 25.  | Michaela Kirchgasser    | 274    |
| 25.  | Anémone Marmottan       | 274    |
| 27.  | Eva-Maria Brem          | 273    |
| 28.  | Stacey Cook             | 247    |
| 29.  | Wendy Holdener          | 234    |
| 30.  | Fabienne Suter          | 230    |
| 31.  | Federica Brignone       | 227    |
| 32.  | Cornelia Hütter         | 225    |
| 33.  | Elena Fanchini          | 220    |
| 33.  | Bernadette Schild       | 220    |
| 35.  | Verena Stuffer          | 210    |
| 36.  | Šárka Strachová         | 199    |
| 37.  | Fränzi Aufdenblatten    | 198    |
| 38.  | Lotte Smiseth Sejersted | 196    |
| 39.  | Anna Swenn-Larsson      | 195    |
| 40.  | Tessa Worley            | 194    |
| 41.  | Daniela Merighetti      | 171    |

| Rang | Name                   | Punkte |
| ---- | ---------------------- | ------ |
| 42.  | Nastasia Noens         | 167    |
| 43.  | Denise Feierabend      | 156    |
| 44.  | Ilka Štuhec            | 155    |
| 45.  | Stefanie Moser         | 143    |
| 46.  | Manuela Mölgg          | 138    |
| 47.  | Francesca Marsaglia    | 137    |
| 48.  | Ragnhild Mowinckel     | 134    |
| 48.  | Carolina Ruiz Castillo | 134    |
| 50.  | Chiara Costazza        | 130    |
| 51.  | Barbara Wirth          | 116    |
| 52.  | Leanne Smith           | 115    |
| 52.  | Larisa Yurkiw          | 115    |
| 54.  | Tanja Poutiainen       | 111    |
| 55.  | Nadja Kamer            | 110    |
| 56.  | Carmen Thalmann        | 100    |
| 57.  | Christina Geiger       | 98     |
| 58.  | Emelie Wikström        | 96     |
| 59.  | Maruša Ferk            | 94     |
| 60.  | Marie Marchand-Arvier  | 93     |
| 61.  | Sara Hector            | 91     |
| 62.  | Ramona Siebenhofer     | 89     |
| 63.  | Denise Karbon          | 83     |
| 64.  | Edit Miklós            | 80     |
| 65.  | Nathalie Eklund        | 76     |
| 66.  | Alexandra Daum         | 72     |
| 67.  | Marion Bertrand        | 71     |
| 68.  | Lindsey Vonn           | 69     |
| 69.  | Christina Ager         | 66     |
| 70.  | Anne-Sophie Barthet    | 62     |
| 70.  | Erin Mielzynski        | 62     |
| 72.  | Adeline Baud           | 57     |
| 73.  | Veronique Hronek       | 54     |
| 74.  | Marie-Pier Préfontaine | 53     |
| 75.  | Elena Curtoni          | 51     |
| 76.  | Stefanie Köhle         | 47     |
| 77.  | Magdalena Fjällström   | 45     |
| 77.  | Johanna Schnarf        | 45     |
| 79.  | Charlotta Säfvenberg   | 44     |
| 80.  | Laurenne Ross          | 43     |
| 80.  | Resi Stiegler          | 43     |

| Rang | Name                  | Punkte |
| ---- | --------------------- | ------ |
| 82.  | Michelle Gisin        | 38     |
| 83.  | Michela Azzola        | 37     |
| 83.  | Jennifer Piot         | 37     |
| 85.  | Sofia Goggia          | 36     |
| 86.  | Brittany Phelan       | 35     |
| 87.  | Mona Løseth           | 31     |
| 88.  | Katarina Lavtar       | 29     |
| 88.  | Priska Nufer          | 29     |
| 90.  | Lena Dürr             | 27     |
| 91.  | Susanne Riesch        | 26     |
| 92.  | Elli Terwiel          | 24     |
| 93.  | Marina Wallner        | 23     |
| 94.  | Taïna Barioz          | 21     |
| 94.  | Mirjam Puchner        | 21     |
| 96.  | Jacqueline Wiles      | 20     |
| 97.  | Joana Hählen          | 18     |
| 98.  | Stephanie Venier      | 17     |
| 99.  | Sabrina Fanchini      | 15     |
| 99.  | Maren Wiesler         | 15     |
| 101. | Marion Pellissier     | 14     |
| 102. | Camilla Borsotti      | 13     |
| 102. | Marine Gauthier       | 13     |
| 102. | Megan McJames         | 13     |
| 105. | Lisa Magdalena Agerer | 12     |
| 106. | Sarah Pardeller       | 11     |
| 106. | Tamara Tippler        | 11     |
| 108. | Nicole Agnelli        | 10     |
| 108. | Julia Ford            | 10     |
| 110. | Chemmy Alcott         | 08     |
| 110. | Marlene Schmotz       | 08     |
| 112. | Klára Křížová         | 07     |
| 112. | Romane Miradoli       | 07     |
| 112. | Veronika Staber       | 07     |
| 115. | Margot Bailet         | 06     |
| 116. | Emi Hasegawa          | 04     |
| 117. | Martina Dubovská      | 03     |
| 118. | Michaela Wenig        | 02     |
| 119. | Jana Gantnerová       | 01     |
| 119. | Gina Stechert         | 01     |

### Abfahrt
| Rang | Athlet                 | Punkte |
| ---- | ---------------------- | ------ |
| 1    | Aksel Lund Svindal     | 570    |
| 2    | Hannes Reichelt        | 360    |
| 3    | Erik Guay              | 357    |
| 4    | Kjetil Jansrud         | 328    |
| 5    | Patrick Küng           | 307    |
| 5    | Matthias Mayer         | 307    |
| 7    | Johan Clarey           | 273    |
| 8    | Bode Miller            | 264    |
| 9    | Travis Ganong          | 250    |
| 10   | Adrien Théaux          | 248    |
| 11   | Christof Innerhofer    | 245    |
| 12   | Peter Fill             | 221    |
| 13   | Max Franz              | 214    |
| 14   | Georg Streitberger     | 197    |
| 15   | Dominik Paris          | 189    |
| 16   | Didier Défago          | 165    |
| 17   | Klaus Kröll            | 160    |
| 18   | Manuel Osborne-Paradis | 150    |
| 19   | Werner Heel            | 142    |
| 20   | Carlo Janka            | 120    |
| 21   | Romed Baumann          | 105    |
| 22   | Otmar Striedinger      | 95     |
| 23   | Silvano Varettoni      | 93     |
| 24   | Jan Hudec              | 92     |
| 25   | Guillermo Fayed        | 91     |

| Rang | Athletin                | Punkte |
| ---- | ----------------------- | ------ |
| 1    | Maria Höfl-Riesch       | 504    |
| 2    | Anna Fenninger          | 464    |
| 3    | Tina Maze               | 409    |
| 4    | Tina Weirather          | 400    |
| 5    | Marianne Abderhalden    | 389    |
| 6    | Lara Gut                | 352    |
| 7    | Elisabeth Görgl         | 334    |
| 8    | Andrea Fischbacher      | 257    |
| 9    | Dominique Gisin         | 234    |
| 10   | Elena Fanchini          | 207    |
| 11   | Nicole Schmidhofer      | 198    |
| 12   | Fränzi Aufdenblatten    | 164    |
| 12   | Kajsa Kling             | 164    |
| 14   | Fabienne Suter          | 161    |
| 15   | Julia Mancuso           | 160    |
| 16   | Regina Sterz            | 156    |
| 17   | Lotte Smiseth Sejersted | 146    |
| 18   | Stacey Cook             | 143    |
| 18   | Cornelia Hütter         | 143    |
| 20   | Daniela Merighetti      | 133    |
| 21   | Stephanie Venier        | 123    |
| 22   | Nicole Hosp             | 108    |
| 23   | Carolina Ruiz Castillo  | 107    |
| 24   | Larisa Yurkiw           | 99     |
| 25   | Nadja Kamer             | 96     |

### Super-G
| Rang | Athlet                   | Punkte |
| ---- | ------------------------ | ------ |
| 1    | Aksel Lund Svindal       | 346    |
| 2    | Kjetil Jansrud           | 259    |
| 3    | Patrick Küng             | 255    |
| 4    | Matthias Mayer           | 236    |
| 5    | Bode Miller              | 220    |
| 6    | Didier Défago            | 195    |
| 7    | Otmar Striedinger        | 163    |
| 8    | Thomas Mermillod Blondin | 160    |
| 9    | Georg Streitberger       | 146    |
| 10   | Peter Fill               | 145    |
| 11   | Jan Hudec                | 141    |
| 12   | Christof Innerhofer      | 135    |
| 13   | Alexis Pinturault        | 126    |
| 14   | Carlo Janka              | 125    |
| 15   | Max Franz                | 117    |
| 16   | Adrien Théaux            | 113    |
| 17   | Romed Baumann            | 105    |
| 18   | Hannes Reichelt          | 100    |
| 19   | Travis Ganong            | 93     |
| 20   | Ted Ligety               | 90     |
| 21   | Erik Guay                | 83     |
| 22   | Werner Heel              | 80     |
| 23   | Joachim Puchner          | 79     |
| 23   | Vincent Kriechmayr       | 79     |
| 25   | Johan Clarey             | 68     |

| Rang | Athletin                | Punkte |
| ---- | ----------------------- | ------ |
| 1    | Lara Gut                | 448    |
| 2    | Anna Fenninger          | 357    |
| 3    | Tina Weirather          | 310    |
| 4    | Elisabeth Görgl         | 240    |
| 5    | Maria Höfl-Riesch       | 216    |
| 6    | Nicole Hosp             | 213    |
| 7    | Tina Maze               | 183    |
| 8    | Kajsa Kling             | 176    |
| 9    | Nadia Fanchini          | 137    |
| 10   | Verena Stuffer          | 132    |
| 11   | Regina Sterz            | 129    |
| 12   | Dominique Gisin         | 122    |
| 12   | Nicole Schmidhofer      | 122    |
| 14   | Viktoria Rebensburg     | 106    |
| 15   | Stacey Cook             | 104    |
| 15   | Julia Mancuso           | 104    |
| 17   | Ilka Štuhec             | 86     |
| 18   | Cornelia Hütter         | 82     |
| 19   | Marie-Michèle Gagnon    | 66     |
| 19   | Leanne Smith            | 66     |
| 21   | Ragnhild Mowinckel      | 62     |
| 22   | Tessa Worley            | 55     |
| 23   | Fabienne Suter          | 52     |
| 24   | Lotte Smiseth Sejersted | 50     |
| 25   | Lindsey Vonn            | 45     |

### Riesenslalom
| Rang | Athlet                | Punkte |
| ---- | --------------------- | ------ |
| 1    | Ted Ligety *          | 560    |
| 2    | Marcel Hirscher       | 560    |
| 3    | Alexis Pinturault     | 458    |
| 4    | Thomas Fanara         | 278    |
| 5    | Felix Neureuther      | 263    |
| 6    | Benjamin Raich        | 238    |
| 7    | Fritz Dopfer          | 230    |
| 8    | Roberto Nani          | 225    |
| 9    | Henrik Kristoffersen  | 185    |
| 10   | Leif Kristian Haugen  | 178    |
| 11   | Mathieu Faivre        | 168    |
| 12   | Steve Missillier      | 165    |
| 13   | Stefan Luitz          | 154    |
| 13   | Matts Olsson          | 154    |
| 15   | Philipp Schörghofer   | 143    |
| 16   | Manfred Mölgg         | 130    |
| 16   | Aksel Lund Svindal    | 130    |
| 18   | Tim Jitloff           | 127    |
| 19   | Luca De Aliprandini   | 126    |
| 20   | Victor Muffat-Jeandet | 119    |
| 21   | Marcus Sandell        | 117    |
| 22   | Bode Miller           | 115    |
| 23   | Davide Simoncelli     | 94     |
| 24   | Cyprien Richard       | 92     |
| 25   | Carlo Janka           | 89     |

| Rang | Athletin                | Punkte |
| ---- | ----------------------- | ------ |
| 1    | Anna Fenninger          | 518    |
| 2    | Jessica Lindell-Vikarby | 492    |
| 3    | Maria Pietilä Holmner   | 339    |
| 4    | Lara Gut                | 285    |
| 5    | Kathrin Zettel          | 284    |
| 6    | Anémone Marmottan       | 261    |
| 7    | Mikaela Shiffrin        | 257    |
| 8    | Eva-Maria Brem          | 255    |
| 9    | Federica Brignone       | 222    |
| 10   | Tina Weirather          | 219    |
| 11   | Nadia Fanchini          | 207    |
| 12   | Viktoria Rebensburg     | 197    |
| 13   | Tina Maze               | 184    |
| 14   | Maria Höfl-Riesch       | 166    |
| 15   | Dominique Gisin         | 149    |
| 16   | Tessa Worley            | 139    |
| 17   | Nina Løseth             | 130    |
| 18   | Manuela Mölgg           | 124    |
| 19   | Marie-Michèle Gagnon    | 121    |
| 20   | Kajsa Kling             | 87     |
| 21   | Denise Karbon           | 83     |
| 22   | Francesca Marsaglia     | 78     |
| 23   | Tanja Poutiainen        | 63     |
| 24   | Marion Bertrand         | 58     |
| 25   | Marie-Pier Préfontaine  | 53     |

* Ligety gewann die Disziplinenwertung aufgrund der höheren Anzahl an Siegen

### Slalom
| Rang | Athlet                 | Punkte |
| ---- | ---------------------- | ------ |
| 1    | Marcel Hirscher        | 565    |
| 2    | Felix Neureuther       | 550    |
| 3    | Henrik Kristoffersen   | 454    |
| 4    | Patrick Thaler         | 351    |
| 5    | Mattias Hargin         | 349    |
| 6    | Mario Matt             | 310    |
| 7    | Fritz Dopfer           | 273    |
| 8    | Jean-Baptiste Grange   | 266    |
| 9    | Alexis Pinturault      | 264    |
| 10   | Manfred Mölgg          | 261    |
| 11   | Markus Larsson         | 224    |
| 12   | André Myhrer           | 218    |
| 13   | Stefano Gross          | 165    |
| 14   | Reinfried Herbst       | 158    |
| 15   | Axel Bäck              | 143    |
| 16   | Ivica Kostelić         | 128    |
| 17   | Benjamin Raich         | 123    |
| 18   | Steve Missillier       | 110    |
| 19   | David Chodounsky       | 93     |
| 19   | Alexander Choroschilow | 93     |
| 21   | Luca Aerni             | 90     |
| 22   | Manuel Feller          | 86     |
| 23   | Ted Ligety             | 81     |
| 24   | Anton Lahdenperä       | 80     |
| 24   | Naoki Yuasa            | 80     |

| Rang | Athletin              | Punkte |
| ---- | --------------------- | ------ |
| 1    | Mikaela Shiffrin      | 638    |
| 2    | Frida Hansdotter      | 488    |
| 3    | Marlies Schild        | 385    |
| 4    | Maria Pietilä Holmner | 308    |
| 5    | Maria Höfl-Riesch     | 234    |
| 6    | Marie-Michèle Gagnon  | 232    |
| 7    | Bernadette Schild     | 220    |
| 8    | Nicole Hosp           | 204    |
| 9    | Anna Swenn-Larsson    | 195    |
| 10   | Wendy Holdener        | 186    |
| 11   | Kathrin Zettel        | 185    |
| 12   | Nina Løseth           | 181    |
| 13   | Šárka Strachová       | 170    |
| 14   | Nastasia Noens        | 167    |
| 15   | Michaela Kirchgasser  | 150    |
| 16   | Tina Maze             | 148    |
| 17   | Chiara Costazza       | 130    |
| 17   | Denise Feierabend     | 130    |
| 19   | Barbara Wirth         | 116    |
| 20   | Christina Geiger      | 98     |
| 21   | Emelie Wikström       | 96     |
| 22   | Carmen Thalmann       | 80     |
| 23   | Nathalie Eklund       | 76     |
| 24   | Alexandra Daum        | 72     |
| 25   | Christina Ager        | 66     |

### Super-Kombination
| Rang | Athlet                   | Punkte |
| ---- | ------------------------ | ------ |
| 1    | Ted Ligety               | 180    |
| 1    | Alexis Pinturault        | 180    |
| 3    | Thomas Mermillod Blondin | 90     |
| 4    | Sandro Viletta           | 86     |
| 5    | Natko Zrnčić-Dim         | 70     |
| 6    | Mauro Caviezel           | 67     |
| 7    | Peter Fill               | 66     |
| 8    | Marcel Hirscher          | 60     |
| 9    | Christof Innerhofer      | 58     |
| 10   | Carlo Janka              | 56     |
| 11   | Matthias Mayer           | 50     |
| 12   | Aksel Lund Svindal       | 45     |
| 13   | Kjetil Jansrud           | 36     |
| 13   | Adrien Théaux            |        |
| 15   | Jared Goldberg           | 35     |
| 16   | Bode Miller              | 29     |
| 16   | Justin Murisier          | 29     |
| 18   | Vincent Kriechmayr       | 25     |
| 19   | Tim Jitloff              | 20     |
| 20   | Silvan Zurbriggen        | 18     |

| Rang | Athletin              | Punkte |
| ---- | --------------------- | ------ |
| 1    | Marie-Michèle Gagnon  | 100    |
| 2    | Michaela Kirchgasser  | 80     |
| 3    | Maria Höfl-Riesch     | 60     |
| 4    | Nicole Hosp           | 50     |
| 5    | Sara Hector           | 45     |
| 6    | Tina Maze             | 40     |
| 7    | Ramona Siebenhofer    | 36     |
| 8    | Anna Fenninger        | 32     |
| 9    | Šárka Strachová       | 29     |
| 10   | Denise Feierabend     | 26     |
| 11   | Elisabeth Görgl       | 24     |
| 12   | Wendy Holdener        | 22     |
| 13   | Ragnhild Mowinckel    | 20     |
| 14   | Dominique Gisin       | 18     |
| 15   | Lara Gut              | 16     |
| 16   | Maruša Ferk           | 15     |
| 17   | Tina Weirather        | 14     |
| 18   | Camilla Borsotti      | 13     |
| 19   | Lisa Magdalena Agerer | 12     |
| 20   | Laurenne Ross         | 11     |

## Podestplatzierungen Herren

### Abfahrt
| Datum      | Ort                          | 1. Platz                                                                     | 2. Platz                                                                     | 3. Platz                                                                     | Rotes Trikot       |
| ---------- | ---------------------------- | ---------------------------------------------------------------------------- | ---------------------------------------------------------------------------- | ---------------------------------------------------------------------------- | ------------------ |
| 30.11.2013 | Lake Louise (CAN)            | Dominik Paris                                                                | Klaus Kröll                                                                  | Adrien Théaux                                                                | Dominik Paris      |
| 06.12.2013 | Beaver Creek (USA)           | Aksel Lund Svindal                                                           | Hannes Reichelt                                                              | Peter Fill                                                                   | Aksel Lund Svindal |
| 21.12.2013 | Gröden (ITA)                 | Erik Guay                                                                    | Kjetil Jansrud                                                               | Johan Clarey                                                                 | Aksel Lund Svindal |
| 29.12.2013 | Bormio (ITA)                 | Aksel Lund Svindal                                                           | Hannes Reichelt                                                              | Erik Guay                                                                    | Aksel Lund Svindal |
| 18.01.2014 | Wengen (SUI)                 | Patrick Küng                                                                 | Hannes Reichelt                                                              | Aksel Lund Svindal                                                           | Aksel Lund Svindal |
| 25.01.2014 | Kitzbühel (AUT)              | Hannes Reichelt                                                              | Aksel Lund Svindal                                                           | Bode Miller                                                                  | Aksel Lund Svindal |
| 01.02.2014 | Garmisch-Partenkirchen (GER) | Wegen Schneemangels abgesagt, Ersatzrennen am 1. Februar 2014 in St. Moritz. | Wegen Schneemangels abgesagt, Ersatzrennen am 1. Februar 2014 in St. Moritz. | Wegen Schneemangels abgesagt, Ersatzrennen am 1. Februar 2014 in St. Moritz. | Aksel Lund Svindal |
| 01.02.2014 | St. Moritz (SUI)             | Wegen Nebels abgesagt, Ersatzrennen am 28. Februar 2014 in Kvitfjell.        | Wegen Nebels abgesagt, Ersatzrennen am 28. Februar 2014 in Kvitfjell.        | Wegen Nebels abgesagt, Ersatzrennen am 28. Februar 2014 in Kvitfjell.        | Aksel Lund Svindal |
| 28.02.2014 | Kvitfjell (NOR)              | Kjetil Jansrud Georg Streitberger                                            |                                                                              | Travis Ganong                                                                | Aksel Lund Svindal |
| 01.03.2014 | Kvitfjell (NOR)              | Erik Guay                                                                    | Johan Clarey                                                                 | Matthias Mayer                                                               | Aksel Lund Svindal |
| 12.03.2014 | Lenzerheide (SUI)            | Matthias Mayer                                                               | Christof Innerhofer Ted Ligety                                               |                                                                              | Aksel Lund Svindal |

### Super-G
| Datum      | Ort                | 1. Platz           | 2. Platz                 | 3. Platz                     | Rotes Trikot       |
| ---------- | ------------------ | ------------------ | ------------------------ | ---------------------------- | ------------------ |
| 01.12.2013 | Lake Louise (CAN)  | Aksel Lund Svindal | Matthias Mayer           | Georg Streitberger           | Aksel Lund Svindal |
| 07.12.2013 | Beaver Creek (USA) | Patrick Küng       | Otmar Striedinger        | Hannes Reichelt Peter Fill   | Patrick Küng       |
| 20.12.2013 | Gröden (ITA)       | Aksel Lund Svindal | Jan Hudec                | Adrien Théaux                | Aksel Lund Svindal |
| 26.01.2014 | Kitzbühel (AUT)    | Didier Défago      | Bode Miller              | Aksel Lund Svindal Max Franz | Aksel Lund Svindal |
| 02.03.2014 | Kvitfjell (NOR)    | Kjetil Jansrud     | Patrick Küng             | Matthias Mayer               | Aksel Lund Svindal |
| 13.03.2014 | Lenzerheide (SUI)  | Alexis Pinturault  | Thomas Mermillod Blondin | Bode Miller                  | Aksel Lund Svindal |

### Riesenslalom
| Datum      | Ort                          | 1. Platz                                                                     | 2. Platz                                                                     | 3. Platz                                                                     | Rotes Trikot    |
| ---------- | ---------------------------- | ---------------------------------------------------------------------------- | ---------------------------------------------------------------------------- | ---------------------------------------------------------------------------- | --------------- |
| 27.10.2013 | Sölden (AUT)                 | Ted Ligety                                                                   | Alexis Pinturault                                                            | Marcel Hirscher                                                              | Ted Ligety      |
| 08.12.2013 | Beaver Creek (USA)           | Ted Ligety                                                                   | Bode Miller                                                                  | Marcel Hirscher                                                              | Ted Ligety      |
| 14.12.2013 | Val-d’Isère (FRA)            | Marcel Hirscher                                                              | Thomas Fanara                                                                | Stefan Luitz                                                                 | Marcel Hirscher |
| 22.12.2013 | Alta Badia (ITA)             | Marcel Hirscher                                                              | Alexis Pinturault                                                            | Ted Ligety                                                                   | Marcel Hirscher |
| 11.01.2014 | Adelboden (SUI)              | Felix Neureuther                                                             | Thomas Fanara                                                                | Marcel Hirscher                                                              | Marcel Hirscher |
| 02.02.2014 | Garmisch-Partenkirchen (GER) | Wegen Schneemangels abgesagt, Ersatzrennen am 2. Februar 2014 in St. Moritz. | Wegen Schneemangels abgesagt, Ersatzrennen am 2. Februar 2014 in St. Moritz. | Wegen Schneemangels abgesagt, Ersatzrennen am 2. Februar 2014 in St. Moritz. | Marcel Hirscher |
| 02.02.2014 | St. Moritz (SUI)             | Ted Ligety                                                                   | Marcel Hirscher                                                              | Alexis Pinturault                                                            | Marcel Hirscher |
| 08.03.2014 | Kranjska Gora (SLO)          | Ted Ligety                                                                   | Benjamin Raich                                                               | Henrik Kristoffersen                                                         | Marcel Hirscher |
| 15.03.2014 | Lenzerheide (SUI)            | Ted Ligety                                                                   | Alexis Pinturault                                                            | Felix Neureuther                                                             | Ted Ligety      |

### Slalom
| Datum      | Ort                 | Disziplin  | 1. Platz                                                                    | 2. Platz                                                                    | 3. Platz                                                                    | Rotes Trikot     |
| ---------- | ------------------- | ---------- | --------------------------------------------------------------------------- | --------------------------------------------------------------------------- | --------------------------------------------------------------------------- | ---------------- |
| 17.11.2013 | Levi (FIN)          | Slalom     | Marcel Hirscher                                                             | Mario Matt                                                                  | Henrik Kristoffersen                                                        | Marcel Hirscher  |
| 15.12.2013 | Val-d’Isère (FRA)   | Slalom     | Mario Matt                                                                  | Mattias Hargin                                                              | Patrick Thaler                                                              | Mario Matt       |
| 01.01.2014 | München (GER)       | City Event | Wegen zu milden Wetters abgesagt.                                           | Wegen zu milden Wetters abgesagt.                                           | Wegen zu milden Wetters abgesagt.                                           | Mario Matt       |
| 06.01.2014 | Zagreb (CRO)        | Slalom     | Wegen zu milden Wetters abgesagt, Ersatzrennen am 6. Januar 2014 in Bormio. | Wegen zu milden Wetters abgesagt, Ersatzrennen am 6. Januar 2014 in Bormio. | Wegen zu milden Wetters abgesagt, Ersatzrennen am 6. Januar 2014 in Bormio. | Mario Matt       |
| 06.01.2014 | Bormio (ITA)        | Slalom     | Felix Neureuther                                                            | Marcel Hirscher                                                             | Manfred Mölgg                                                               | Mario Matt       |
| 12.01.2014 | Adelboden (SUI)     | Slalom     | Marcel Hirscher                                                             | André Myhrer                                                                | Henrik Kristoffersen                                                        | Marcel Hirscher  |
| 19.01.2014 | Wengen (SUI)        | Slalom     | Alexis Pinturault                                                           | Felix Neureuther                                                            | Marcel Hirscher                                                             | Marcel Hirscher  |
| 24.01.2014 | Kitzbühel (AUT)     | Slalom     | Felix Neureuther                                                            | Henrik Kristoffersen                                                        | Patrick Thaler                                                              | Marcel Hirscher  |
| 28.01.2014 | Schladming (AUT)    | Slalom     | Henrik Kristoffersen                                                        | Marcel Hirscher                                                             | Felix Neureuther                                                            | Marcel Hirscher  |
| 09.03.2014 | Kranjska Gora (SLO) | Slalom     | Felix Neureuther                                                            | Fritz Dopfer                                                                | Henrik Kristoffersen                                                        | Felix Neureuther |
| 16.03.2014 | Lenzerheide (SUI)   | Slalom     | Marcel Hirscher                                                             | Felix Neureuther                                                            | Mario Matt                                                                  | Marcel Hirscher  |

### Super-Kombination
| Datum      | Ort             | 1. Platz          | 2. Platz          | 3. Platz         | Rotes Trikot                 |
| ---------- | --------------- | ----------------- | ----------------- | ---------------- | ---------------------------- |
| 17.01.2014 | Wengen (SUI)    | Ted Ligety        | Alexis Pinturault | Natko Zrnčić-Dim | Ted Ligety                   |
| 26.01.2014 | Kitzbühel (AUT) | Alexis Pinturault | Ted Ligety        | Marcel Hirscher  | Ted Ligety Alexis Pinturault |

### Gesamtweltcupführende
| Name               | Von        | Ort                 | Disziplin         | Bis          | Ort                 | Disziplin         | Anzahl Rennen |
| ------------------ | ---------- | ------------------- | ----------------- | ------------ | ------------------- | ----------------- | ------------- |
| Ted Ligety         | 27.10.2013 | Sölden (AUT)        | Riesenslalom      | 17.11.2013   | Levi (FIN)          | Slalom            | 1             |
| Marcel Hirscher    | 17.11.2013 | Levi (FIN)          | Slalom            | 01.12.2013   | Lake Louise (CAN)   | Super-G           | 2             |
| Aksel Lund Svindal | 01.12.2013 | Lake Louise (CAN)   | Super-G           | 12.01.2014   | Adelboden (SUI)     | Slalom            | 12            |
| Marcel Hirscher    | 12.01.2014 | Adelboden (SUI)     | Slalom            | 17.01.2014   | Wengen (SUI)        | Super-Kombination | 1             |
| Aksel Lund Svindal | 17.01.2014 | Wengen (SUI)        | Super-Kombination | 02.02.2014   | St. Moritz (SUI)    | Riesenslalom      | 8             |
| Marcel Hirscher    | 02.02.2014 | St. Moritz (SUI)    | Riesenslalom      | 01.03.2014   | Kvitfjell (NOR)     | Abfahrt           | 2             |
| Aksel Lund Svindal | 01.03.2014 | Kvitfjell (NOR)     | Abfahrt           | 09.03.2014   | Kranjska Gora (SLO) | Slalom            | 3             |
| Marcel Hirscher    | 09.03.2014 | Kranjska Gora (SLO) | Slalom            | 12.03.2014   | Lenzerheide (SUI)   | Abfahrt           | 1             |
| Aksel Lund Svindal | 12.03.2014 | Lenzerheide (SUI)   | Abfahrt           | 15.03.2014   | Lenzerheide (SUI)   | Riesenslalom      | 2             |
| Marcel Hirscher    | 15.03.2014 | Lenzerheide (SUI)   | Riesenslalom      | Gesamtsieger | Gesamtsieger        | Gesamtsieger      | 2             |

## Podestplatzierungen Damen

### Abfahrt
| Datum      | Ort                          | 1. Platz                                                                                  | 2. Platz                                                                                  | 3. Platz                                                                                  | Rotes Trikot      |
| ---------- | ---------------------------- | ----------------------------------------------------------------------------------------- | ----------------------------------------------------------------------------------------- | ----------------------------------------------------------------------------------------- | ----------------- |
| 29.11.2013 | Beaver Creek (USA)           | Lara Gut                                                                                  | Tina Weirather                                                                            | Elena Fanchini                                                                            | Lara Gut          |
| 06.12.2013 | Lake Louise (CAN)            | Maria Höfl-Riesch                                                                         | Marianne Abderhalden                                                                      | Elena Fanchini                                                                            | Maria Höfl-Riesch |
| 07.12.2013 | Lake Louise (CAN)            | Maria Höfl-Riesch                                                                         | Tina Weirather                                                                            | Anna Fenninger                                                                            | Maria Höfl-Riesch |
| 21.12.2013 | Val-d’Isère (FRA)            | Marianne Abderhalden                                                                      | Tina Maze                                                                                 | Cornelia Hütter                                                                           | Maria Höfl-Riesch |
| 11.01.2014 | Zauchensee (AUT)             | Elisabeth Görgl                                                                           | Anna Fenninger                                                                            | Maria Höfl-Riesch                                                                         | Maria Höfl-Riesch |
| 18.01.2014 | Cortina d’Ampezzo (ITA)      | Wegen starken Schneefalls abgesagt, Ersatzrennen am 24. Januar 2014 in Cortina d’Ampezzo. | Wegen starken Schneefalls abgesagt, Ersatzrennen am 24. Januar 2014 in Cortina d’Ampezzo. | Wegen starken Schneefalls abgesagt, Ersatzrennen am 24. Januar 2014 in Cortina d’Ampezzo. | Maria Höfl-Riesch |
| 25.01.2014 | Garmisch-Partenkirchen (GER) | Wegen Schneemangels abgesagt, Ersatzrennen am 25. Januar 2014 in Cortina d’Ampezzo.       | Wegen Schneemangels abgesagt, Ersatzrennen am 25. Januar 2014 in Cortina d’Ampezzo.       | Wegen Schneemangels abgesagt, Ersatzrennen am 25. Januar 2014 in Cortina d’Ampezzo.       | Maria Höfl-Riesch |
| 24.01.2014 | Cortina d’Ampezzo (ITA)      | Maria Höfl-Riesch                                                                         | Tina Weirather                                                                            | Nicole Schmidhofer                                                                        | Maria Höfl-Riesch |
| 25.01.2014 | Cortina d’Ampezzo (ITA)      | Tina Maze                                                                                 | Marianne Abderhalden                                                                      | Tina Weirather                                                                            | Maria Höfl-Riesch |
| 02.03.2014 | Crans-Montana (SUI)          | Andrea Fischbacher                                                                        | Anna Fenninger                                                                            | Tina Maze                                                                                 | Maria Höfl-Riesch |
| 12.03.2014 | Lenzerheide (SUI)            | Lara Gut                                                                                  | Elisabeth Görgl                                                                           | Fränzi Aufdenblatten                                                                      | Maria Höfl-Riesch |

### Super-G
| Datum      | Ort                          | 1. Platz                                                                                  | 2. Platz                                                                                  | 3. Platz                                                                                  | Rotes Trikot |
| ---------- | ---------------------------- | ----------------------------------------------------------------------------------------- | ----------------------------------------------------------------------------------------- | ----------------------------------------------------------------------------------------- | ------------ |
| 30.11.2013 | Beaver Creek (USA)           | Lara Gut                                                                                  | Anna Fenninger                                                                            | Nicole Hosp                                                                               | Lara Gut     |
| 08.12.2013 | Lake Louise (CAN)            | Lara Gut                                                                                  | Tina Weirather                                                                            | Anna Fenninger                                                                            | Lara Gut     |
| 14.12.2013 | St. Moritz (SUI)             | Tina Weirather                                                                            | Kajsa Kling                                                                               | Anna Fenninger                                                                            | Lara Gut     |
| 19.01.2014 | Cortina d’Ampezzo (ITA)      | Wegen starken Schneefalls abgesagt, Ersatzrennen am 23. Januar 2014 in Cortina d’Ampezzo. | Wegen starken Schneefalls abgesagt, Ersatzrennen am 23. Januar 2014 in Cortina d’Ampezzo. | Wegen starken Schneefalls abgesagt, Ersatzrennen am 23. Januar 2014 in Cortina d’Ampezzo. | Lara Gut     |
| 26.01.2014 | Garmisch-Partenkirchen (GER) | Wegen Schneemangels abgesagt, Ersatzrennen am 26. Januar 2014 in Cortina d’Ampezzo.       | Wegen Schneemangels abgesagt, Ersatzrennen am 26. Januar 2014 in Cortina d’Ampezzo.       | Wegen Schneemangels abgesagt, Ersatzrennen am 26. Januar 2014 in Cortina d’Ampezzo.       | Lara Gut     |
| 23.01.2014 | Cortina d’Ampezzo (ITA)      | Elisabeth Görgl                                                                           | Maria Höfl-Riesch                                                                         | Nicole Hosp                                                                               | Lara Gut     |
| 26.01.2014 | Cortina d’Ampezzo (ITA)      | Lara Gut                                                                                  | Tina Weirather                                                                            | Maria Höfl-Riesch                                                                         | Lara Gut     |
| 13.03.2014 | Lenzerheide (SUI)            | Lara Gut                                                                                  | Anna Fenninger                                                                            | Tina Maze                                                                                 | Lara Gut     |

### Riesenslalom
| Datum      | Ort                 | 1. Platz                                                                        | 2. Platz                                                                        | 3. Platz                                                                        | Rotes Trikot            |
| ---------- | ------------------- | ------------------------------------------------------------------------------- | ------------------------------------------------------------------------------- | ------------------------------------------------------------------------------- | ----------------------- |
| 26.10.2013 | Sölden (AUT)        | Lara Gut                                                                        | Kathrin Zettel                                                                  | Viktoria Rebensburg                                                             | Lara Gut                |
| 01.12.2013 | Beaver Creek (USA)  | Jessica Lindell-Vikarby                                                         | Mikaela Shiffrin                                                                | Tina Weirather                                                                  | Jessica Lindell-Vikarby |
| 15.12.2013 | St. Moritz (SUI)    | Tessa Worley                                                                    | Jessica Lindell-Vikarby                                                         | Tina Maze                                                                       | Jessica Lindell-Vikarby |
| 22.12.2013 | Val-d’Isère (FRA)   | Tina Weirather                                                                  | Lara Gut                                                                        | Maria Pietilä Holmner                                                           | Jessica Lindell-Vikarby |
| 28.12.2013 | Lienz (AUT)         | Anna Fenninger                                                                  | Jessica Lindell-Vikarby                                                         | Mikaela Shiffrin                                                                | Jessica Lindell-Vikarby |
| 01.02.2014 | Maribor (SLO)       | Wegen Schneemangels abgesagt, Ersatzrennen am 1. Februar 2014 in Kranjska Gora. | Wegen Schneemangels abgesagt, Ersatzrennen am 1. Februar 2014 in Kranjska Gora. | Wegen Schneemangels abgesagt, Ersatzrennen am 1. Februar 2014 in Kranjska Gora. | Jessica Lindell-Vikarby |
| 01.02.2014 | Kranjska Gora (SLO) | Wegen starken Schneefalls abgesagt, Ersatzrennen am 6. März 2014 in Åre.        | Wegen starken Schneefalls abgesagt, Ersatzrennen am 6. März 2014 in Åre.        | Wegen starken Schneefalls abgesagt, Ersatzrennen am 6. März 2014 in Åre.        | Jessica Lindell-Vikarby |
| 06.03.2014 | Åre (SWE)           | Anna Fenninger                                                                  | Anémone Marmottan                                                               | Eva-Maria Brem Lara Gut                                                         | Jessica Lindell-Vikarby |
| 07.03.2014 | Åre (SWE)           | Anna Fenninger                                                                  | Viktoria Rebensburg                                                             | Jessica Lindell-Vikarby                                                         | Jessica Lindell-Vikarby |
| 16.03.2014 | Lenzerheide (SUI)   | Anna Fenninger                                                                  | Eva-Maria Brem                                                                  | Jessica Lindell-Vikarby                                                         | Anna Fenninger          |

### Slalom
| Datum      | Ort                 | Disziplin  | 1. Platz                                                                        | 2. Platz                                                                        | 3. Platz                                                                        | Rotes Trikot     |
| ---------- | ------------------- | ---------- | ------------------------------------------------------------------------------- | ------------------------------------------------------------------------------- | ------------------------------------------------------------------------------- | ---------------- |
| 16.11.2013 | Levi (FIN)          | Slalom     | Mikaela Shiffrin                                                                | Maria Höfl-Riesch                                                               | Tina Maze                                                                       | Mikaela Shiffrin |
| 17.12.2013 | Courchevel (FRA)    | Slalom     | Marlies Schild                                                                  | Frida Hansdotter                                                                | Bernadette Schild                                                               | Mikaela Shiffrin |
| 29.12.2013 | Lienz (AUT)         | Slalom     | Marlies Schild                                                                  | Mikaela Shiffrin                                                                | Maria Höfl-Riesch                                                               | Mikaela Shiffrin |
| 01.01.2014 | München (GER)       | City Event | Wegen zu milden Wetters abgesagt.                                               | Wegen zu milden Wetters abgesagt.                                               | Wegen zu milden Wetters abgesagt.                                               | Mikaela Shiffrin |
| 04.01.2014 | Zagreb (CRO)        | Slalom     | Wegen zu milden Wetters abgesagt, Ersatzrennen am 5. Januar 2014 in Bormio.     | Wegen zu milden Wetters abgesagt, Ersatzrennen am 5. Januar 2014 in Bormio.     | Wegen zu milden Wetters abgesagt, Ersatzrennen am 5. Januar 2014 in Bormio.     | Mikaela Shiffrin |
| 05.01.2014 | Bormio (ITA)        | Slalom     | Mikaela Shiffrin                                                                | Maria Pietilä Holmner                                                           | Nastasia Noens                                                                  | Mikaela Shiffrin |
| 14.01.2014 | Flachau (AUT)       | Slalom     | Mikaela Shiffrin                                                                | Frida Hansdotter                                                                | Maria Pietilä Holmner                                                           | Mikaela Shiffrin |
| 02.02.2014 | Maribor (SLO)       | Slalom     | Wegen Schneemangels abgesagt, Ersatzrennen am 2. Februar 2014 in Kranjska Gora. | Wegen Schneemangels abgesagt, Ersatzrennen am 2. Februar 2014 in Kranjska Gora. | Wegen Schneemangels abgesagt, Ersatzrennen am 2. Februar 2014 in Kranjska Gora. | Mikaela Shiffrin |
| 02.02.2014 | Kranjska Gora (SLO) | Slalom     | Frida Hansdotter                                                                | Marlies Schild                                                                  | Bernadette Schild                                                               | Mikaela Shiffrin |
| 08.03.2014 | Åre (SWE)           | Slalom     | Mikaela Shiffrin                                                                | Maria Pietilä Holmner                                                           | Anna Swenn-Larsson                                                              | Mikaela Shiffrin |
| 15.03.2014 | Lenzerheide (SUI)   | Slalom     | Mikaela Shiffrin                                                                | Frida Hansdotter                                                                | Marlies Schild                                                                  | Mikaela Shiffrin |

### Super-Kombination
| Datum      | Ort                 | 1. Platz                                                                          | 2. Platz                                                                          | 3. Platz                                                                          | Rotes Trikot         |
| ---------- | ------------------- | --------------------------------------------------------------------------------- | --------------------------------------------------------------------------------- | --------------------------------------------------------------------------------- | -------------------- |
| 12.01.2014 | Zauchensee (AUT)    | Marie-Michèle Gagnon                                                              | Michaela Kirchgasser                                                              | Maria Höfl-Riesch                                                                 | Marie-Michèle Gagnon |
| 02.03.2014 | Crans-Montana (SUI) | Aufgrund der Verschiebung der Abfahrt wurde auf die Super-Kombination verzichtet. | Aufgrund der Verschiebung der Abfahrt wurde auf die Super-Kombination verzichtet. | Aufgrund der Verschiebung der Abfahrt wurde auf die Super-Kombination verzichtet. | Marie-Michèle Gagnon |

### Gesamtweltcupführende
| Name              | Von        | Ort                | Disziplin         | Bis            | Ort                | Disziplin         | Anzahl Rennen |
| ----------------- | ---------- | ------------------ | ----------------- | -------------- | ------------------ | ----------------- | ------------- |
| Lara Gut          | 26.10.2013 | Sölden (AUT)       | Riesenslalom      | 16.11.2013     | Levi (FIN)         | Slalom            | 1             |
| Mikaela Shiffrin  | 16.11.2013 | Levi (FIN)         | Slalom            | 29.11.2013     | Beaver Creek (USA) | Abfahrt           | 1             |
| Lara Gut          | 29.11.2013 | Beaver Creek (USA) | Abfahrt           | 07.12.2013     | Lake Louise (CAN)  | Abfahrt           | 4             |
| Maria Höfl-Riesch | 07.12.2013 | Lake Louise (CAN)  | Abfahrt           | 08.12.2013     | Lake Louise (CAN)  | Super-G           | 1             |
| Lara Gut          | 08.12.2013 | Lake Louise (CAN)  | Super-G           | 21.12.2013     | Val-d’Isère (FRA)  | Abfahrt           | 4             |
| Tina Weirather    | 21.12.2013 | Val-d’Isère (FRA)  | Abfahrt           | 29.12.2013     | Lienz (AUT)        | Slalom            | 3             |
| Maria Höfl-Riesch | 29.12.2013 | Lienz (AUT)        | Slalom            | 11.01.2014     | Zauchensee (AUT)   | Abfahrt           | 2             |
| Anna Fenninger    | 11.01.2014 | Zauchensee (AUT)   | Abfahrt           | 12.01.2014     | Zauchensee (AUT)   | Super-Kombination | 1             |
| Maria Höfl-Riesch | 12.01.2014 | Zauchensee (AUT)   | Super-Kombination | 07.03.2014     | Åre (SWE)          | Riesenslalom      | 9             |
| Anna Fenninger    | 07.03.2014 | Åre (SWE)          | Riesenslalom      | 08.03.2014     | Åre (SWE)          | Slalom            | 1             |
| Maria Höfl-Riesch | 08.03.2014 | Åre (SWE)          | Slalom            | 12.03.2014     | Lenzerheide (SUI)  | Abfahrt           | 1             |
| Anna Fenninger    | 12.03.2014 | Lenzerheide (SUI)  | Abfahrt           | Gesamtsiegerin | Gesamtsiegerin     | Gesamtsiegerin    | 4             |

## Team-Wettbewerb
| Datum      | Ort               | 1. Platz                                                                       | 2. Platz                                                                      | 3. Platz                                                                                          |
| ---------- | ----------------- | ------------------------------------------------------------------------------ | ----------------------------------------------------------------------------- | ------------------------------------------------------------------------------------------------- |
| 25.02.2014 | Innsbruck (AUT)   | SchwedenMattias Hargin Markus Larsson Maria Pietilä Holmner Anna Swenn-Larsson | NorwegenTruls Johansen Mona Løseth Nina Løseth Sebastian Foss Solevåg         | SchweizWendy Holdener Reto Schmidiger Markus Vogel Nadja Vogel                                    |
| 14.03.2014 | Lenzerheide (SUI) | SchweizLuca Aerni Denise Feierabend Wendy Holdener Reto Schmidiger             | Vereinigte StaatenDavid Chodounsky Tim Jitloff Julia Mancuso Mikaela Shiffrin | ÖsterreichManuel Feller Michaela Kirchgasser Bernadette Schild Philipp Schörghofer Eva-Maria Brem |

## Nationencup
| Rang | Land                   | Punkte |
| ---- | ---------------------- | ------ |
| 1    | Österreich             | 11489  |
| 2    | Schweiz                | 5773   |
| 3    | Italien                | 5335   |
| 4    | Frankreich             | 4825   |
| 5    | Vereinigte Staaten     | 4801   |
| 6    | Schweden               | 4467   |
| 7    | Norwegen               | 3787   |
| 8    | Deutschland            | 3708   |
| 9    | Kanada                 | 1867   |
| 10   | Slowenien              | 1410   |
| 11   | Liechtenstein          | 943    |
| 12   | Tschechien             | 324    |
| 13   | Kroatien               | 260    |
| 14   | Finnland               | 235    |
| 15   | Spanien                | 134    |
| 16   | Russland               | 113    |
| 17   | Japan                  | 100    |
| 18   | Ungarn                 | 80     |
| 19   | Slowakei               | 44     |
| 20   | Vereinigtes Königreich | 8      |
| 21   | Polen                  | 1      |

| Rang | Land               | Punkte |
| ---- | ------------------ | ------ |
| 1    | Österreich         | 5393   |
| 2    | Frankreich         | 3689   |
| 3    | Italien            | 3253   |
| 4    | Norwegen           | 2955   |
| 5    | Vereinigte Staaten | 2780   |
| 6    | Schweiz            | 2417   |
| 7    | Deutschland        | 1679   |
| 8    | Schweden           | 1529   |
| 9    | Kanada             | 1057   |
| 10   | Kroatien           | 260    |
| 11   | Slowenien          | 138    |
| 12   | Finnland           | 124    |
| 13   | Russland           | 113    |
| 14   | Japan              | 96     |
| 15   | Tschechien         | 85     |
| 16   | Slowakei           | 43     |
| 17   | Polen              | 1      |

| Rang | Land                   | Punkte |
| ---- | ---------------------- | ------ |
| 1    | Österreich             | 6096   |
| 2    | Schweiz                | 3356   |
| 3    | Schweden               | 2938   |
| 4    | Italien                | 2082   |
| 5    | Deutschland            | 2029   |
| 6    | Vereinigte Staaten     | 2021   |
| 7    | Slowenien              | 1272   |
| 8    | Frankreich             | 1136   |
| 9    | Liechtenstein          | 943    |
| 10   | Norwegen               | 832    |
| 11   | Kanada                 | 810    |
| 12   | Tschechien             | 239    |
| 13   | Spanien                | 134    |
| 14   | Finnland               | 111    |
| 15   | Ungarn                 | 80     |
| 16   | Vereinigtes Königreich | 8      |
| 17   | Japan                  | 4      |
| 18   | Slowakei               | 1      |

## Karriereende
| Herren - Manfred Pranger - Manuel Kramer - Michael Janyk - John Kucera - Brad Spence - Gauthier de Tessières - Stephan Keppler - Alexander Ploner - Michael Gufler - Akira Sasaki - Mitja Valenčič | Damen - Marlies Schild - Stefanie Köhle - Tanja Poutiainen - Chemmy Alcott - Maria Höfl-Riesch - Denise Karbon - Marina Nigg - Mona Løseth - Fränzi Aufdenblatten |